# Frankie J
Francisco Javier Bautista, Jr. (Tijuana, Baja California, México em 7 de dezembro de 1975) melhor conhecido como Frankie J, é um cantor mexicano nomeado ao Grammy e ex-membro do grupo musical Kumbia Kings.
Nasceu em Tijuana mas ele cresceu em San Diego e tornou-se um artista de estilo livre sob o nome artístico de Frankie Boy no final de 1990. Depois o álbum de estréia dele foi arquivado, então entrou para o Kumbia Kings. O álbum solo de estréia de Frankie J, What's a Man to Do, foi lançado em 2003, seguido por alguns álbuns em inglês e espanhol.

## Discografia

### Álbuns de estúdio
| Ano  | Título | Posições nos gráficos | Posições nos gráficos | RIAA certificações |
| Ano  | Título | E.U.A.                | E.U.A. Latin          | RIAA certificações |
| ---- | --- | --------------------- | --------------------- | ------------------ |
| 2003 | What's a Man to Do - Lançado: 27 de Maio de 2003 - Gravadora: Columbia - Formatos: CD, digital download                | 53                    | —                     |                    |
| 2003 | Frankie Ja - Lançado: 30 de Julho de 2003 - Gravadora: Sony Discos - Formatos: CD, digital download                    | —                     | 57                    |                    |
| 2005 | The One - Lançado: 22 de Março de 2005 - Gravadora: Columbia - Formatos: CD, digital download                          | 3                     | —                     | Disco de Platina   |
| 2006 | Un Nuevo Diaa - Lançado: 13 de Junho de 2006 - Gravadora: Norte/Columbia - Formatos: CD, digital download              | 198                   | 9                     | —                  |
| 2006 | Priceless - Lançado: 17 de Outubro de 2006 - Gravadora: Columbia - Formatos: CD, digital download                      | 30                    | —                     | —                  |
| 2011 | Courage - Lançado: 7 de Dezembro de 2011 - Gravadora: SoulSick Muzik - Formatos: digital download, CD                  | 40                    | —                     | —                  |
| 2013 | Faith, Hope y Amora - Lançado: 28 de Maio de 2013 - Gravadora: Universal Music Latino - Formatos: digital download, CD | -                     | 7                     | —                  |

- a Performado em espanhol

### Singles
| Ano  | Título                                                   | Posições nos gráficos | Posições nos gráficos | Posições nos gráficos | RIAA certificação | Álbum                |
| Ano  | Título                                                   | US                    | US Rhythmic           | US Latin              | RIAA certificação | Álbum                |
| ---- | -------------------------------------------------------- | --------------------- | --------------------- | --------------------- | ----------------- | -------------------- |
| 2003 | "Don't Wanna Try"                                        | 19                    | 8                     | —                     | —                 | What's a Man to Do?  |
| 2003 | "We Still"                                               | —                     | 22                    | —                     | —                 | What's a Man to Do?  |
| 2003 | "Ya No Es Igual"                                         | —                     | —                     | 11                    | —                 | Frankie J            |
| 2005 | "Obsession (No Es Amor)" (participando Baby Bash)        | 3                     | 2                     | 3                     | Disco de Platina  | The One              |
| 2005 | "How to Deal"                                            | 39                    | 6                     | —                     | Disco de Ouro     | The One              |
| 2005 | "More Than Words"                                        | 25                    | 17                    | 40                    | Disco de Ouro     | The One              |
| 2006 | "Pensando En Ti"                                         | —                     | —                     | 13                    | —                 | Un Nuevo Dia         |
| 2006 | "That Girl" (participando Mannie Fresh e Chamillionaire) | 43                    | —                     | —                     | —                 | Priceless            |
| 2006 | "Daddy's Little Girl"                                    | 123                   | 18                    | —                     | —                 | Priceless            |
| 2009 | "If You Were My Girlfriend"                              | —                     | —                     | —                     | —                 | não é faixo do álbum |
| 2009 | "Crush"                                                  | —                     | —                     | —                     | —                 | não é faixo do álbum |
| 2011 | "How Beautiful You Are"                                  | —                     | —                     | —                     | —                 | Courage              |
| 2011 | "And I Had You There"                                    | —                     | —                     | —                     | —                 | Courage              |
| 2011 | "Santa Do Right"                                         | —                     | —                     | —                     | —                 | não é faixo do álbum |
| 2012 | "That's Wussup" (participando Baby Bash)                 | —                     | —                     | —                     | —                 | Courage              |
| 2012 | "Ay, Ay, Ay"                                             | —                     | —                     | —                     | —                 | Faith, Hope, y Amor  |
| 2012 | "Tienes Que Creer En Mi"/"Take a Chance on Me"           | —                     | —                     | 37                    | —                 | Faith, Hope, y Amor  |
| 2013 | "No Te Quiero Ver Con Él"                                | —                     | —                     | —                     | —                 | Faith, Hope, y Amor  |
| 2013 | "Impossible"                                             | —                     | —                     | —                     | —                 | Faith, Hope, y Amor  |
| 2013 | "Beautiful" (participando Pitbull)                       | —                     | —                     | —                     | —                 | Faith, Hope, y Amor  |

#### Aparições como convidado
| Ano  | Título                                                        | Artista             | Álbum                           |
| ---- | ------------------------------------------------------------- | ------------------- | ------------------------------- |
| 2003 | "Suga Suga" [participando Frankie J]                          | Baby Bash           | Tha Smokin' Nephew              |
| 2003 | "Menage a Trois" [participando Frankie J & Powda]             | Baby Bash           | Tha Smokin' Nephew              |
| 2004 | "Menage a Trois" [participando Shadow, Don Cisco & Frankie J] | Baby Bash           | Menage a Trois                  |
| 2004 | "Hot Zone" [participando Frost, Nino Brown & Frankie J]       | Baby Bash           | Menage a Trois                  |
| 2005 | "Are You Still Alone" [participando Frankie J]                | Play-N-Skillz       | The Process                     |
| 2006 | "Los Infieles (Remix)" [participando Frankie J]               | Aventura            | não é uma faixa do álbum        |
| 2006 | "Run Away" [participando Frankie J]                           | Bubba Sparxxx       | The Charm                       |
| 2007 | "Lifted" [participando Frankie J & Malik]                     | Latino Velvet       | The Camp Is Back                |
| 2007 | "Perfect Girl" [participando Frankie J & Damon Reel]          | Los Super Reyes     | El Regreso De Los Reyes         |
| 2007 | "Tell Me (Remix)" [participando Frankie J & Ken-Y]            | Pitbull             | The Boatlift                    |
| 2007 | "Be Gone" [participando Frankie J]                            | First Class Fiction | Overdue                         |
| 2008 | "Slow It Down" [participando Frankie J]                       | Lil Rob             | Twelve Eighteen, Pt. 2          |
| 2008 | "To The Top" [participando Frankie J]                         | Omar Cruz           | Sign Of The Cruz                |
| 2009 | "Eres (Remix)" [participando Frankie J]                       | Los Super Reyes     | não é uma faixa do álbum        |
| 2010 | "Night & Day" [participando Frankie J]                        | Cuete Yeska         | Love Stories 2: The Notebook CD |
| 2010 | "You Deserve Better" [participando Frankie J]                 | Cuete Yeska         | Love Stories 2: The Notebook CD |
| 2010 | "Rebound" [participando Frankie J]                            | Jump Smokers        | Kings of The Dancefloor         |
| 2011 | "El Reloj No Perdona" [participando Frankie J]                | Syko 'El Terror     | Sykology (The Mixtape)          |
| 2011 | "Number 1" [participando Frankie J]                           | Royalty             | Number 1 - Single               |
| 2011 | "La Nave Del Olvido (Remix)" [participando Frankie J]         | Cristian Castro     | não é uma faixa do álbum        |
| 2011 | "Inevitable" [participando Frankie J]                         | Gemini              | não é uma faixa do álbum        |
| 2011 | "I'm Not Coming Home" [participando Frankie J]                | Play-N-Skillz       | Red October                     |
| 2014 | "Te Quedarás" [participando Frankie J]                        | Dulce María         | Sin Fronteras                   |